# Sainte-Radégonde
Pour les articles homonymes, voir Sainte-Radegonde.
Sainte-Radégonde est une commune française, située dans le département de la Vienne (région Nouvelle-Aquitaine).

## Géographie

### Description
Sainte-Radégonde est un village rural proche du parc naturel régional de la Brenne.
La grande ville la plus proche de Sainte-Radégonde est Châtellerault et se trouve à 23,68 kilomètres au nord-ouest.

### Communes limitrophes
Les communes limitrophes sont  Archigny, Chauvigny, La Puye et Lauthiers.
| Archigny |                  | La Puye   |
|          | Sainte-Radégonde |           |
|          | Chauvigny        | Lauthiers |

### Géologie et relief
La commune de Sainte-Radégonde  présente un paysage de plaines vallonnées plus ou moins boisées et de vallées. Le terroir se compose de Terres fortes (ce sont des sols composés d’argilo-calcaires moyennement profonds alternant avec des sols limoneux, riches en cailloux et blocs de meulières. Ces terres sont à tendance acide et hydromorphe. Ces sols sont communs dans toute cette région du sud du département de la Vienne) et de bornais (ce sont des sols brun clair sur limons, profonds et humides, à tendance siliceuse) pour respectivement 27 % et 73 % situés sur les plateaux du seuil du Poitou.

### Climat
Pour des articles plus généraux, voir Climat de la Nouvelle-Aquitaine et Climat de la Vienne.
Historiquement, la commune est exposée à un climat océanique du nord-ouest.  
En 2020, Météo-France publie une typologie des climats de la France métropolitaine dans laquelle la commune est exposée à un climat océanique altéré et est dans la région climatique Poitou-Charentes, caractérisée par un bon ensoleillement, particulièrement en été et des vents modérés.
Pour la période 1971-2000, la température annuelle moyenne est de 11,7 °C, avec une amplitude thermique annuelle de 14,7 °C. Le cumul annuel moyen de précipitations est de 764 mm, avec 11,3 jours de précipitations en janvier et 6,9 jours en juillet. Pour la période 1991-2020, la température moyenne annuelle observée sur la station météorologique la plus proche, située sur la commune de Lésigny à 24 km à vol d'oiseau, est de 12,1 °C et le cumul annuel moyen de précipitations est de 743,3 mm,. Pour l'avenir, les paramètres climatiques de la commune estimés pour 2050 selon différents scénarios d’émission de gaz à effet de serre sont consultables sur un site dédié publié par Météo-France en novembre 2022.

## Urbanisme

### Typologie
Au 1er janvier 2024, Sainte-Radégonde est catégorisée commune rurale à habitat très dispersé, selon la nouvelle grille communale de densité à sept niveaux définie par l'Insee en 2022.
Elle est située hors unité urbaine. Par ailleurs la commune fait partie de l'aire d'attraction de Poitiers, dont elle est une commune de la couronne,. Cette aire, qui regroupe 97 communes, est catégorisée dans les aires de 200 000 à moins de 700 000 habitants,.

### Occupation des sols

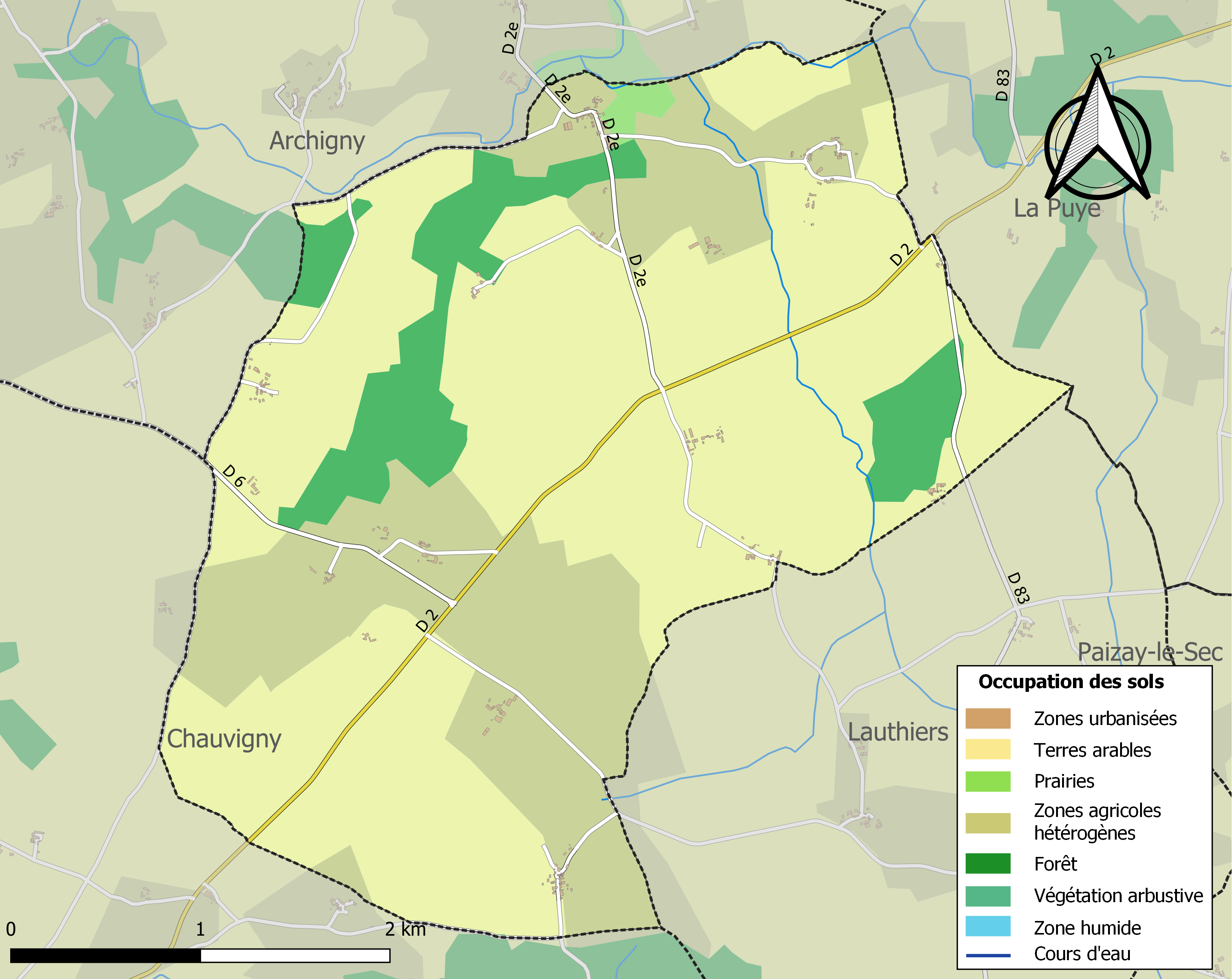
Carte des infrastructures et de l'occupation des sols de la commune en 2018 (CLC).

L'occupation des sols de la commune, telle qu'elle ressort de la base de données européenne d’occupation biophysique des sols Corine Land Cover (CLC), est marquée par l'importance des territoires agricoles (90,9 % en 2018), une proportion sensiblement équivalente à celle de 1990 (90,6 %). La répartition détaillée en 2018 est la suivante : 
terres arables (62,2 %), zones agricoles hétérogènes (28,1 %), forêts (9,1 %), prairies (0,5 %). L'évolution de l’occupation des sols de la commune et de ses infrastructures peut être observée sur les différentes représentations cartographiques du territoire : la carte de Cassini (XVIIIe siècle), la carte d'état-major (1820-1866) et les cartes ou photos aériennes de l'IGN pour la période actuelle (1950 à aujourd'hui).

### Habitat et logement
En 2018, le nombre total de logements dans la commune était de 87, alors qu'il était de 88 en 2013 et de 86 en 2008.
Parmi ces logements, 87,7 % étaient des résidences principales, 1 % des résidences secondaires et 11,3 % des logements vacants. Ces logements étaient pour 94,3 % d'entre eux des maisons individuelles et pour 5,7 % des appartements.
Le tableau ci-dessous présente la typologie des logements à Sainte-Radégonde en 2018 en comparaison avec celle de la Vienne et de la France entière. Une caractéristique marquante du parc de logements est ainsi une proportion de résidences secondaires et logements occasionnels (1 %) inférieure à celle du département (5,9 %) et à celle de la France entière (9,7 %). Concernant le statut d'occupation de ces logements, 85,7 % des habitants de la commune sont propriétaires de leur logement (83,5 % en 2013), contre 61,7 % pour la Vienne et 57,5 % pour la France entière.
| Typologie                                               | Sainte-Radégonde | Vienne | France entière |
| ------------------------------------------------------- | ---------------- | ------ | -------------- |
| Résidences principales (en %)                           | 87,7             | 84,5   | 82,1           |
| Résidences secondaires et logements occasionnels (en %) | 1                | 5,9    | 9,7            |
| Logements vacants (en %)                                | 11,3             | 9,6    | 8,2            |

### Voies de communication et transports
Les gares les plus proches se trouvent :
- à Naintré à 28 km,
- à Châtellerault à 29 km,
- à Dissay à 29,5 km.
- à Lussac-les-Châteaux à 31 km,
- à Montmorillon à 33 km,

### Risques naturels et technologiques
Le territoire de la commune de Sainte-Radégonde est vulnérable à différents aléas naturels : météorologiques (tempête, orage, neige, grand froid, canicule ou sécheresse), mouvements de terrains et séisme (sismicité faible). Il est également exposé à deux risques technologiques,  le transport de matières dangereuses et le risque nucléaire. Un site publié par le BRGM permet d'évaluer simplement et rapidement les risques d'un bien localisé soit par son adresse soit par le numéro de sa parcelle.

#### Risques naturels

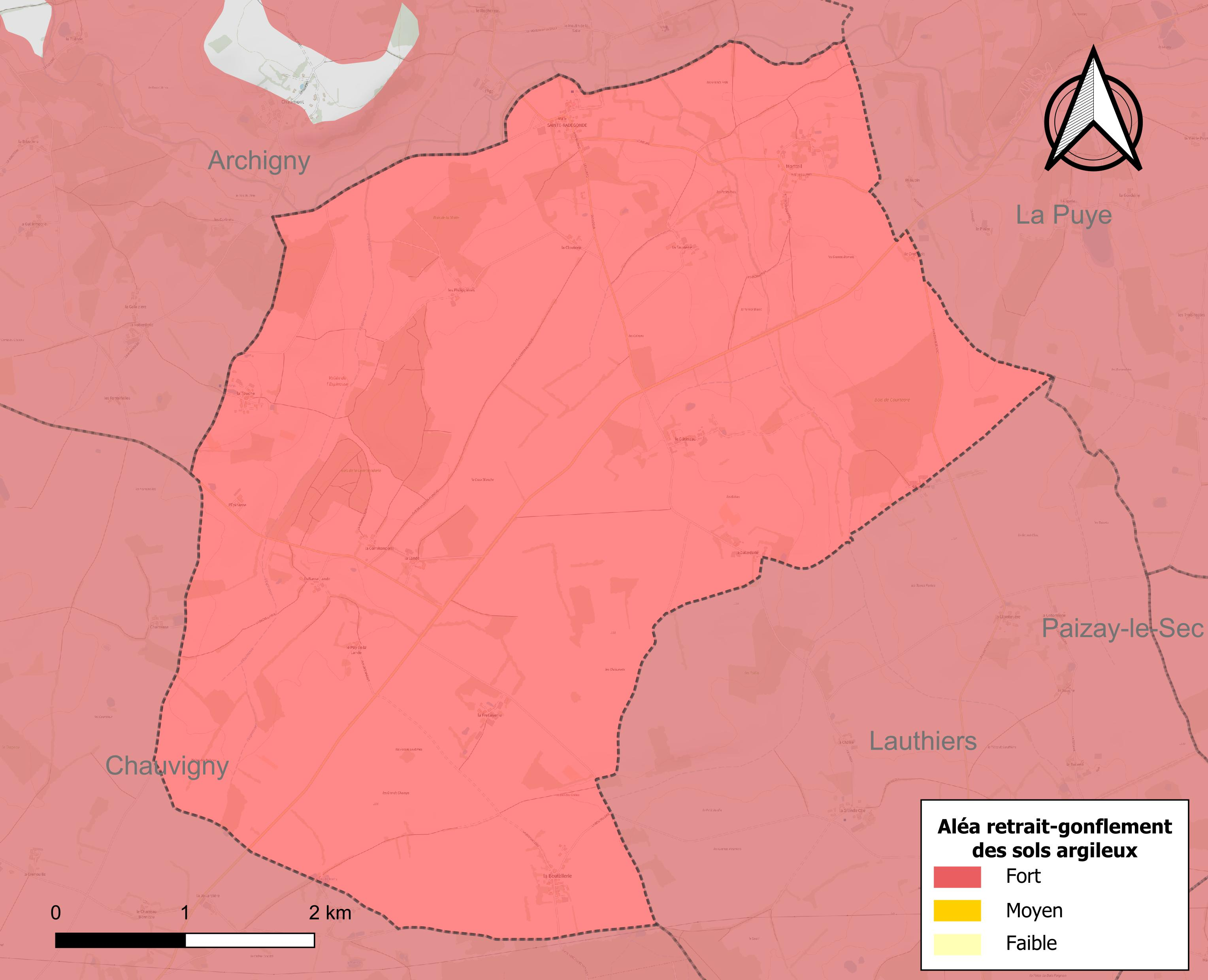
Carte des zones d'aléa retrait-gonflement des sols argileux de Sainte-Radégonde.

Les mouvements de terrains susceptibles de se produire sur la commune sont des tassements différentiels. Le retrait-gonflement des sols argileux est susceptible d'engendrer des dommages importants aux bâtiments en cas d’alternance de périodes de sécheresse et de pluie. La totalité de la commune est en aléa moyen ou fort (79,5 % au niveau départemental et 48,5 % au niveau national). Depuis le 1er octobre 2020, en application de la loi ÉLAN, différentes contraintes s'imposent aux vendeurs, maîtres d'ouvrages ou constructeurs de biens situés dans une zone classée en aléa moyen ou fort,.
La commune a été reconnue en état de catastrophe naturelle au titre des dommages causés par les inondations et coulées de boue survenues en 1982, 1983, 1999 et 2010, par la sécheresse en 1995, 2003, 2016, 2018 et 2019 et par des mouvements de terrain en 1999 et 2010.

#### Risque technologique
La commune étant située dans le périmètre du plan particulier d'intervention (PPI) de 20 km autour de la centrale nucléaire de Civaux, elle est exposée au risque nucléaire. En cas d'accident nucléaire, une alerte est donnée par différents médias (sirène, sms, radio, véhicules). Dès l'alerte, les personnes habitant dans le périmètre de 2 km se mettent à l'abri. Les personnes habitant dans le périmètre de 20 km peuvent être amenées, sur ordre du préfet, à évacuer et ingérer des comprimés d’iode stable,,.

## Toponymie
Le nom du village est celui d'une sainte très vénérée en Poitou.
Sainte Radégonde naquit près du Rhin au VIe siècle. Emmenée prisonnière par Clotaire, roi de France, elle l'épouse. Elle se sépare du roi en 555 et obtient de devenir religieuse à Saix aux confins du Poitou et de la Touraine. Avant de mourir en 561 le roi lui fait construire un monastère à Poitiers (actuel monastère Sainte-Croix) où elle poursuivit sa vie de religieuse. En 587 elle meurt à Poitiers où elle se fait enterrer dans l'actuelle église Sainte-Radégonde.

## Politique et administration

### Rattachements administratifs et électoraux

#### Rattachements administratifs
La commune se trouve dans l'arrondissement de Montmorillon du département de la Vienne.
Elle faisait partie depuis 1824 du canton de Chauvigny. Dans le cadre du redécoupage cantonal de 2014 en France, cette circonscription administrative territoriale a disparu, et le canton n'est plus qu'une circonscription électorale.

#### Rattachements électoraux
Pour les élections départementales, la commune fait partie depuis 2014 d'un nouveau canton de Chauvigny porté de 8 à 15 communes.
Pour l'élection des députés, elle fait partie de la troisième circonscription de la Vienne.

### Intercommunalité
Sainte-Radegonde était membre de la communauté de communes du Pays Chauvinois, un établissement public de coopération intercommunale (EPCI) à fiscalité propre créé en 1993 et auquel la commune avait transféré un certain nombre de ses compétences, dans les conditions déterminées par le code général des collectivités territoriales.
Dans le cadre des dispositions de la loi portant nouvelle organisation territoriale de la République du 7 août 2015, qui prévoit que les établissements publics de coopération intercommunale (EPCI) à fiscalité propre doivent avoir un minimum de 15 000 habitants, cette intercommunalité a été dissoute, et certaines de ses communes, dont Sainte-Radegonde, ont rejoint le 1er janvier 2017, la communauté urbaine dénommée Grand Poitiers.

### Liste des maires
| Période                                  | Période                        | Identité          | Étiquette | Qualité                            |
| ---------------------------------------- | ------------------------------ | ----------------- | --------- | ---------------------------------- |
| Les données manquantes sont à compléter. |                                |                   |           |                                    |
|                                          |                                |                   |           |                                    |
| 1978                                     | mai 2020                       | M. Claude Foucher |           | Ancien éleveur de moutons          |
| mai 2020                                 | mai 2022,                      | Frédéric Jarry    |           | Profession libérale Démissionnaire |
| juillet 2022                             | En cours (au 16 décembre 2022) | Valérie Rougeon   |           | Cheffe d'entreprise                |

## Équipements et services publics

### Enseignement
La commune de Sainte-Radégonde dépend de l'académie de Poitiers et les écoles primaires de la commune dépendent de l'inspection académique de la Vienne.

### Postes et télécommunications
Comme beaucoup de villages ruraux, Sainte-Radégonde n'a plus de poste. Les bureaux les plus proches se trouvent à La Puye situé à 3,9 km ; à Archigny qui se trouve à 5,6 km ou à Chauvigny localisé à 8,5 km.

### Justice, sécurité, secours et défense
La commune relève du tribunal d'instance de Poitiers, du tribunal de grande instance de Poitiers, de la cour d'appel  de Poitiers, du tribunal pour enfants de Poitiers, du conseil de prud'hommes de Poitiers, du tribunal de commerce de Poitiers, du tribunal administratif de Poitiers et de la cour administrative d'appel  de  Bordeaux,  du tribunal des pensions de Poitiers, du tribunal des affaires de la Sécurité sociale de la Vienne, de la cour d’assises de la Vienne.

## Population et société

### Démographie
L'évolution du nombre d'habitants est connue à travers les recensements de la population effectués dans la commune depuis 1793. Pour les communes de moins de 10 000 habitants, une enquête de recensement portant sur toute la population est réalisée tous les cinq ans, les populations de référence des années intermédiaires étant quant à elles estimées par interpolation ou extrapolation. Pour la commune, le premier recensement exhaustif entrant dans le cadre du nouveau dispositif a été réalisé en 2004.

En 2022, la commune comptait 184 habitants, en évolution de +10,18 % par rapport à 2016 (Vienne : +0,6 %, France hors Mayotte : +2,11 %).
| 1793 | 1800 | 1806 | 1821 | 1831 | 1836 | 1841 | 1846 | 1851 |
| ---- | ---- | ---- | ---- | ---- | ---- | ---- | ---- | ---- |
| 261  | 259  | 278  | 300  | 328  | 277  | 276  | 323  | 282  |

| 1856 | 1861 | 1866 | 1872 | 1876 | 1881 | 1886 | 1891 | 1896 |
| ---- | ---- | ---- | ---- | ---- | ---- | ---- | ---- | ---- |
| 313  | 265  | 259  | 231  | 251  | 234  | 276  | 280  | 294  |

| 1901 | 1906 | 1911 | 1921 | 1926 | 1931 | 1936 | 1946 | 1954 |
| ---- | ---- | ---- | ---- | ---- | ---- | ---- | ---- | ---- |
| 312  | 302  | 313  | 278  | 291  | 289  | 279  | 280  | 302  |

| 1962 | 1968 | 1975 | 1982 | 1990 | 1999 | 2004 | 2006 | 2009 |
| ---- | ---- | ---- | ---- | ---- | ---- | ---- | ---- | ---- |
| 258  | 229  | 195  | 184  | 168  | 163  | 152  | 146  | 144  |

| 2014 | 2019 | 2022 | - | - | - | - | - | - |
| ---- | ---- | ---- | - | - | - | - | - | - |
| 168  | 172  | 184  | - | - | - | - | - | - |

Selon l'INSEE,La répartition de la population par sexe est la suivante :
- en 1999, le nombre d'hommes était de 50,3 % et celui de femmes de 49,7 %.
- en 2004, le nombre d'hommes était de 48,7 % et celui de femmes de 51,3 %.
- en 2010, le nombre d'hommes était de 45,5 % et celui de femmes de 54,5 %.

En 2004, selon l'INSEE :
- Le nombre de célibataires était de 26,7 % dans la population.
- Les couples mariés représentaient 54,2 % de la population.
- Les divorcés représentaient 7,6 %.
- Le nombre de veuves et veufs était de 11,5 %

Le nombre de naissances et de décès (INSEE) était de :
- en 2000, de 0 naissance et 0 décès.
- en 2001, de 0 naissance et 2 décès.
- en 2002, de 2 naissances et 3 décès.
- en 2003, de 2 naissances et 1 décès.
- en 2004, de 0 naissance et 1 décès.
- en 2005, de 0 naissance et 1 décès.
- en 2006, de 0 naissance et 1 décès.
- en 2007, de 1 naissance et 2 décès.
- en 2008, de 1 naissance et 3 décès.

## Économie

### Agriculture
Selon la direction régionale de l'Alimentation, de l'Agriculture et de la Forêt de Poitou-Charentes, il n'y a plus que onze exploitations agricoles en 2010 contre seize en 2000.
Les surfaces agricoles utilisées ont diminué et sont passées de 1 162 hectares en 2000 à 1 046 hectares en 2010. 49 % sont destinées à la culture des céréales (blé tendre essentiellement mais aussi de l'orge), 21 % pour les oléagineux (colza et tournesol), 14 % pour le fourrage et 5 % restent en herbes. En 2000, 2 hectares (0 en 2010) étaient consacrés à la vigne.
Cinq exploitations en 2010 comme en 2000 abritent un élevage d'ovins (1 201 têtes en 2010 contre 1 088 têtes en 2000). Cette évolution est à l'opposé de la tendance globale du département de la Vienne. En effet, le troupeau d’ovins, exclusivement destiné à la production de viande, a diminué de 43,7 % de 1990 à 2007. En 2011, le nombre de têtes dans le département de la Vienne était de 214 300.
L'élevage de volailles a connu une baisse : 197 têtes en 2000 répartis sur huit fermes contre 64 têtes en 2010 répartis sur quatre fermes. Les élevages de bovins ont disparu au cours de cette décennie.
En 2013, il est possible de visiter un élevage de chèvres Angora australiennes. Ces chèvres sont élevées pour la production de mohair. La visite de cet élevage permet de découvrir le travail de l’éleveur: démonstrations de tonte ou de triage. Une exposition-vente vient clore la visite : fabrication et exposition de laine, pelotes, écharpes, couvertures, pulls, de beaux lainages entièrement tricotés main et autres produits.

### Activité et emploi
Le taux de chômage : 
- en 1999 : 12,5 % ;
- en 2004 : 4,3 %.

Le nombre de demandeurs d’emploi, selon Pôle Emploi, en fin de mois de catégories A (personnes sans emploi et recherchant activement un emploi), B (personnes recherchant un emploi et ayant exercé une activité de 78 h ou moins au cours du mois), C (personnes recherchant un emploi et ayant exercé une activité de plus de 78 h au cours du mois) est de :
- 13 en 2009 ;
- 10 en 2010.

Les retraités et les préretraités représentaient 32,9 % de la population en 2004 et 27 % en 1999.
Le taux d'activité était de 77,5 % en 2004 et de 69,2 % en 1999.

## Culture locale et patrimoine

### Lieux et monuments
- Église Sainte-Radegonde[34]. Elle est inscrite à l'Inventaire général du patrimoine culturel[35].

## Héraldique
| Blason de Sainte-Radégonde | Blason  | Fascé contre-fascé d'azur et d'argent de quatre pièces, à trois croissants d'or brochant; au chef de gueules à la bande d'or. |
| Blason de Sainte-Radégonde | Détails | Créé par JF Binon. Adopté sept 2020                                                                                           |

## Pour approfondir

### Articles de Wikipédia
- Liste des communes de la Vienne

## Sources